# السبخة (الضليعة)

'

تعديل مصدري - تعديل

السبخة هي إحدى قرى عزلة الضليعة بمديرية الضليعة التابعة لمحافظة حضرموت، بلغ تعداد سكانها 266 نسمة حسب تعداد اليمن لعام 2004.